# Denelle Pedrick
Denelle Pedrick (Brandon, 26 febbraio 1999) è una ginnasta canadese, vincitrice del bronzo a squadre ai Mondiali di Liverpool nel 2022.